# Charlie Eastwood
Charlie Eastwood (Belfast, 11 augustus 1995) is een Noord-Iers autocoureur die met een Ierse racelicentie rijdt.

## Carrière
Eastwood begon zijn autosportcarrière in het karting. In 2012 werd hij wereldkampioen in de Rotax Max-klasse. In 2014 stapte hij over naar het formuleracing en nam hij deel aan het Formule 4-kampioenschap van de BRDC voor het team Douglas Motorsport. In het laatste raceweekend op het Snetterton Motor Racing Circuit behaalde hij twee podiumfinishes, waardoor hij met 233 punten tiende in de eindstand werd.
In 2015 begon Eastwood het jaar in de Nieuw-Zeelandse Toyota Racing Series bij het team M2 Competition. Hij behaalde drie podiumplaatsen op de Powerbuilt Raceway, het Taupo Motorsport Park en de Manfeild Autocourse. Met 535 punten werd hij zevende in het klassement. Vervolgens reed hij voor Strakka Racing, Fortec Motorsports en AVF in diverse races van de Eurocup Formule Renault 2.0 en de Formule Renault 2.0 NEC, maar had hierin weinig succes. Aan het eind van het jaar won hij een beurs en kreeg hij voor twee jaar ondersteuning van Porsche in de sportwagenracerij.
In 2016 stapte Eastwood over naar de sportwagens en nam hij voor Redline Racing deel aan de Britse Porsche Carrera Cup. In zijn eerste seizoen in de klasse behaalde hij tien podiumfinishes, waaronder een overwinning in het laatste raceweekend op Brands Hatch. Met 246 punten werd hij achter Dan Cammish en Dino Zamparelli derde in het kampioenschap. In 2017 bleef hij actief in de klasse en behaalde hij vier zeges: twee op Donington Park en een op zowel Snetterton als het Knockhill Racing Circuit. Met 228 punten werd hij gekroond tot kampioen. Hij had evenveel punten als Zamparelli, maar won de titel omdat hij een race meer had gewonnen.
In 2018 maakte Eastwood de overstap naar de GT-racerij en nam hij deel aan de Silver Cup-klasse van de Blancpain GT Series Endurance Cup voor TF Sport als teamgenoot van Ahmad Al Harthy en Euan McKay. Voor hetzelfde team debuteerde hij dat seizoen in de LMGTE Am-klasse van het FIA World Endurance Championship (WEC), waar hij de auto met Salih Yoluç en Euan Hankey deelde. In de Endurance Cup was een vierde plaats op het Circuit Paul Ricard zijn beste resultaat, waardoor hij met 47 punten zevende werd. In het WEC stond hij viermaal op het podium en werd hij met 99 punten derde in de eindstand.

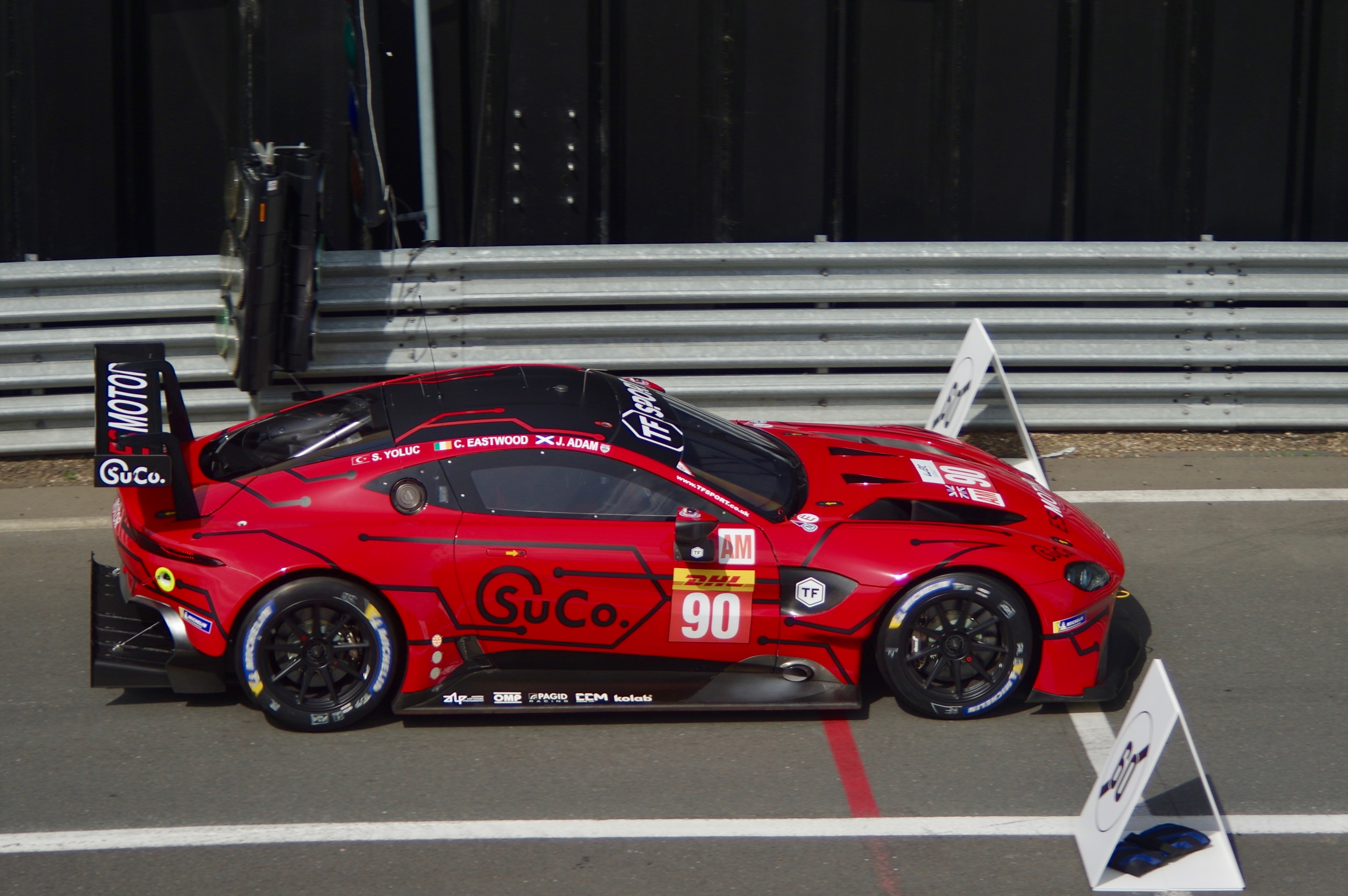
Charlie Eastwood tijdens de 4 uur van Silverstone in 2019.

In 2019 bleef Eastwood actief met TF in beide kampioenschappen. In de Endurance Cup reed hij met Al Harthy en Yoluç. Hij won de 24 uur van Spa-Francorchamps en stond in alle andere races op het podium. Met 122 punten werd hij kampioen in de Pro-Am Cup. In het WEC-seizoen, dat tot 2020 doorliep, won hij samen met Yoluç en Jonathan Adam de 6 uur van Fuji, de 4 uur van Shanghai, de Lone Star Le Mans en de 24 uur van Le Mans. Vanwege een aantal mindere resultaten in andere races werd hij met 154 punten tweede in de eindstand. In 2020 reed hij hiernaast met Yoluç in de Pro-klasse van de International GT Open. Hij won drie races op Paul Ricard, de Red Bull Ring en het Circuit de Barcelona-Catalunya en werd met 112 punten tweede in het kampioenschap.
In 2021 begon Eastwood het seizoen in de GT-klasse van de Asian Le Mans Series (ALMS). Vervolgens stapte hij over naar de LMP2-klasse van de European Le Mans Series (ELMS), waarin hij met Yoluç en Harry Tincknell voor Racing Team Turkey reed. Met 29,5 punten werd hij elfde in de eindstand, terwijl hij in de Pro-Am-klasse met een zege op Paul Ricard en 70 punten vierde werd. Tevens reed hij als gastcoureur in drie races van het Brits GT-kampioenschap, waar hij op Snetterton eenmaal wist te winnen, en in twee races van de International GT Open, waar hij op de Red Bull Ring won.
In 2022 begon Eastwood het jaar wederom in de ALMS, waar hij met Oman Racing zesde werd. Vervolgens keerde hij terug in de ELMS en deelde hier de auto met Yoluç en Jack Aitken. Hij behaalde vier zeges in de Pro-Am-klasse op Paul Ricard, het Autodromo Internazionale Enzo e Dino Ferrari, het Circuit de Spa-Francorchamps en het Autódromo Internacional do Algarve. Met 131 punten werd hij gekroond tot kampioen in deze klasse.

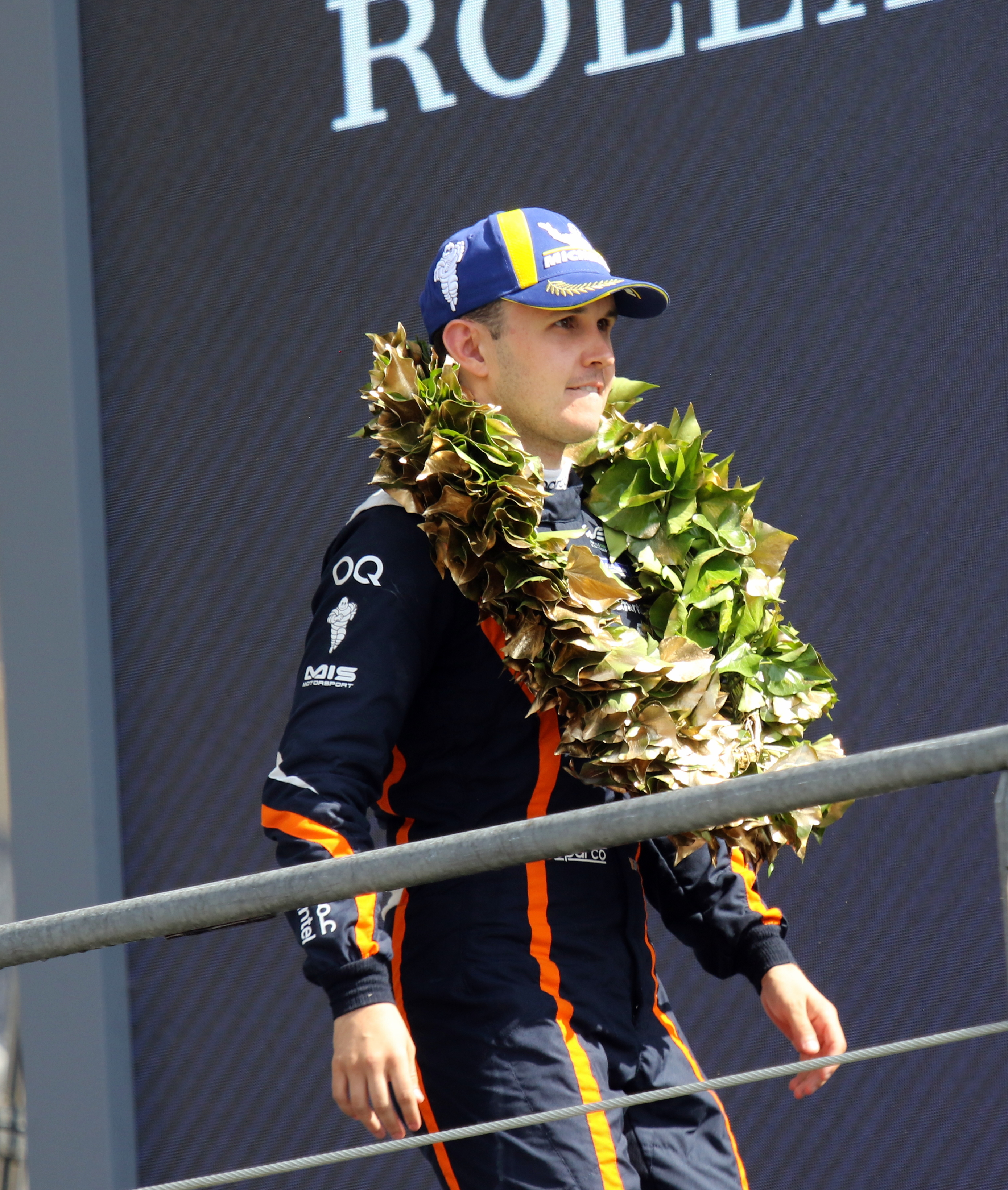
Charlie Eastwood op het podium tijdens de 24 uur van Le Mans in 2023.

In 2023 stapte Eastwood ook in de ALMS over naar de LMP2-klasse en reed hierin voor DKR Engineering met Yoluç en Ayhancan Güven. Hij eindigde in alle vier de races op het podium en won de seizoensfinale op het Yas Marina Circuit, waardoor hij de titel wist te winnen. Vervolgens keerde hij terug in het WEC, waar hij met Al Harthy en Michael Dinan in de LMGTE Am-klasse voor ORT by TF reed, en in de ELMS, om samen met Yoluç en Louis Delétraz zijn titel te verdedigen. In het WEC behaalde hij twee podiumplaatsen in de 6 uur van Spa-Francorchamps en de 24 uur van Le Mans en werd hij met 65 punten vijfde in de eindstand. In de ELMS won hij de eerste twee races op Barcelona en Paul Ricard en werd hij met 94 punten derde in het kampioenschap.
In 2024 keerde Eastwood terug in de ALMS en werd hierin met Yoluç en Dinan zevende in de LMGT3-klasse. Vervolgens kwam hij uit in het WEC voor TF Sport als fabriekscoureur van Corvette, nadat hij de voorgaande jaren voor Aston Martin had gereden. Hij deelt hier in de LMGT3-klasse de auto met Rui Andrade en Tom van Rompuy.